# Fasano
Fasano ist eine süditalienische Stadt mit 38.724 Einwohnern (Stand 31. Dezember 2023) in Apulien und gehört zur Provinz Brindisi.
Die Stadt hat eine Fläche von 128 km². Die durchschnittliche Höhe beträgt 118 m s.l.m.

## Lage
Die Stadt Fasano liegt 50 Kilometer südöstlich von Bari und 50 Kilometer nordwestlich von Brindisi, also praktisch genau auf der Hälfte der Strecke zwischen diesen beiden süditalienischen Hafenstädten. Die am gleichnamigen Golf gelegene Hafenstadt Tarent befindet sich 45 Kilometer südlich. Von Rom aus gesehen befindet sich Fasano 400 Kilometer Luftlinie südöstlich. Die Entfernung vom Zentrum der Stadt bis zur Küste an der Adria mit den kleinen Hafenorten Savelletri und Torre Canne beträgt zwischen 6 und 10 Kilometern.
Die Nachbargemeinden sind Alberobello (BA), Cisternino, Locorotondo (BA), Monopoli (BA) und Ostuni.

## Infrastruktur
Unmittelbar am Ortsrand verläuft die Europastraße 55. Eine zumindest teilweise gut ausgebaute, überregionale Straßenverbindung führt Richtung Süden nach Tarent.
An der Bahnstrecke Ancona–Lecce besitzt die Stadt eine etwa drei Kilometer außerhalb gelegene Station.
In der Nähe der Städte Bari und Brindisi befinden sich internationale Flughäfen. Von hier aus bestehen auch Fährverbindungen unter anderem nach Kroatien, Albanien und Griechenland.

## Tourismus
Die kleinen Badeorte an der Küste werden nicht nur von einheimischen Badeurlaubern, sondern mittlerweile auch von ausländischen Touristen besucht.
In unmittelbarer Nähe bei der Nachbargemeinde Alberobello befinden sich in den Weinanbaugebieten
zahlreiche der für Apulien bekannten Trulli. Nahe von Fasano liegen die Ruinen der antiken Hafenstadt Egnazia.
In der architektonisch einem italienischen Dorf nachempfundenen Luxushotelanlage Borgo Egnazia (benannt nach der nahegelegenen antiken Küstenstadt Egnatia) in  der Fraktion Savelletri di Fasano, das zur Allianz The Leading Hotels of the World gehört, fand vom 13. bis zum 15. Juni 2024 das 50. Gipfeltreffen der G7-Staaten statt.
Im Safari- und Freizeitpark Zoosafari Fasanolandia steht die Achterbahn EuroFighter.

## Söhne und Töchter der Stadt
- Damaso Bianchi (1861–1935), Architekt
- Vittorio Ghirelli (* 1994), Rennfahrer
- Paolo Monna (* 1998), Sportschütze